# 로넌 키팅
로넌 키팅(Ronan Keating, 1977년 3월 3일~)은 아일랜드의 싱어송라이터이다.